# Greene County (North Carolina)
Greene County ist ein County im Bundesstaat North Carolina der Vereinigten Staaten. Der Verwaltungssitz (County Seat) ist Snow Hill.

## Geographie
Das County liegt im mittleren Osten von North Carolina und hat eine Fläche von 689 Quadratkilometern, wovon 1 Quadratkilometer Wasserfläche ist. Es grenzt im Uhrzeigersinn an folgende Countys: Pitt County, Lenoir County, Wayne County und Wilson County.
Greene County ist in neun Townships aufgeteilt: Bull Head, Carrs, Hookerton, Jason, Olds, Ormonds, Shine, Snow Hill und Speights Bridge.

## Geschichte
Greene County wurde 1791 aus dem ehemaligen Dobbs County als Glasgow County gebildet. 1799 wurde es umbenannt in Greene County nach Nathaniel Greene, einem Generalmajor im Amerikanischen Unabhängigkeitskrieg.
Zwölf Bauwerke und Stätten des Countys sind insgesamt im National Register of Historic Places eingetragen (Stand 2. März 2018).

## Demografische Daten
Nach der Volkszählung im Jahr 2000 lebten im Greene County 18.974 Menschen in 6696 Haushalten und 4955 Familien. Die Bevölkerungsdichte betrug 28 Einwohner pro Quadratkilometer. Ethnisch betrachtet setzte sich die Bevölkerung zusammen aus 51,83 Prozent Weißen, 41,21 Prozent Afroamerikanern, 0,30 Prozent amerikanischen Ureinwohnern, 0,09 Prozent Asiaten, 0,01 Prozent Bewohnern aus dem pazifischen Inselraum und 5,75 Prozent aus anderen ethnischen Gruppen; 0,80 Prozent stammten von zwei oder mehr Ethnien ab. 7,96 Prozent der Bevölkerung waren spanischer oder lateinamerikanischer Abstammung.
Von den 6696 Haushalten hatten 34,3 Prozent Kinder unter 18 Jahren, die bei ihnen lebten. 52,1 Prozent davon waren verheiratete, zusammenlebende Paare, 17,3 Prozent waren allein erziehende Mütter und 26,0 Prozent waren keine Familien. 22,6 Prozent waren Singlehaushalte und in 10,0 Prozent lebten Menschen mit 65 Jahren oder älter. Die Durchschnittshaushaltsgröße betrug 2,65 und die durchschnittliche Familiengröße war 3,09 Personen.
25,3 Prozent der Bevölkerung waren unter 18 Jahre alt. 9,4 Prozent zwischen 18 und 24 Jahre, 30,9 Prozent zwischen 25 und 44 Jahre, 22,3 Prozent zwischen 45 und 64, und 12,1 Prozent waren 65 Jahre alt oder Älter. Das Durchschnittsalter betrug 36 Jahre. Auf alle weibliche Personen kamen 105,7 männliche Personen. Auf alle Frauen im Alter von 18 Jahren oder darüber kamen 103,9 Männer.
Das jährliche Durchschnittseinkommen eines Haushalts betrug 32.074 $ und das jährliche Durchschnittseinkommen einer Familie betrug 36.419 $. Männer hatten ein durchschnittliches Einkommen von 27.048 $ gegenüber den Frauen mit 21.351 $. Das Prokopfeinkommen betrug 15.452 $. 20,2 Prozent der Bevölkerung und 16,0 Prozent der Familien lebten unterhalb der Armutsgrenze. 28,3 Prozent von ihnen sind Kinder und Jugendliche unter 18 Jahre und 20,5 Prozent sind 65 Jahre oder älter.